# Into Mischief
Into Mischief (2005-) est un cheval de course pur-sang anglais américain. Six fois tête de liste aux États-Unis, il est l'un des meilleurs étalons au monde. 

## Carrière de courses
La carrière de Into Mischief est brève et simple à résumer : alternant victoires et premiers accessits, il termine son parcours sur les pistes avec trois victoires et autant de deuxièmes places en six sorties en Californie, toutes sur 1 400 mètres à l'exception de son maiden, qu'il a remporté sur 1 300 mètres. Sa victoire devant Colonel John (futur lauréat du Santa Anita Derby et des Travers Stakes) dans le Los Alamitos Futurity, un groupe 1 couru à Hollywood Park, le plaçant parmi les meilleurs 2 ans américains dans le registre du sprint long, mais en fait également un prétendant au Kentucky Derby. À 3 ans, Into Mischief ne courra finalement pas les classiques en raison d'un abcès au pied. Il fait son retour en piste en fin de saison, et reste sur 1 400 mètres, pour une victoire dans une Listed et une deuxième place dans les Malibu Stakes, en prélude à son entrée au haras.

### Résumé de carrière
| Date        | Hippodrome       | Pays        | Course                   | Statut      | Distance    | Jockey          | Place       | Écart       | Vainqueur ou deuxième |
| 2007, 2 ans | 2007, 2 ans      | 2007, 2 ans | 2007, 2 ans              | 2007, 2 ans | 2007, 2 ans | 2007, 2 ans     | 2007, 2 ans | 2007, 2 ans | 2007, 2 ans           |
| ----------- | ---------------- | ----------- | ------------------------ | ----------- | ----------- | --------------- | ----------- | ----------- | --------------------- |
| 21 octobre  | Santa Anita Park | États-Unis  | Maiden                   |             | 1 300 m     | Victor Espinoza | 1er / 13    | 2 ½         | Zetterberg            |
| 22 novembre | Hollywood Park   | États-Unis  | Hollywood Preview Stakes | Gr. 3       | 1400 m      | Victor Espinoza | 2e / 11     | 1 ¾         | Massive Drama         |
| 22 décembre | Hollywood Park   | États-Unis  | Los Alamitos Futurity    | Gr. 1       | 1 900 m     | Victor Espinoza | 1er / 12    | 1 ¼         | Colonel John          |
| 2008, 3 ans |                  |             |                          |             |             |                 |             |             |                       |
| 10 février  | Santa Anita Park | États-Unis  | San Vicente Stakes       | Gr. 2       | 1400 m      | Victor Espinoza | 2e / 4      | 3 ¼         | Georgie Boy           |
| 25 octobre  | Santa Anita Park | États-Unis  | Damascus Stakes          | Listed      | 1400 m      | Victor Espinoza | 1er / 11    | 2           | Dancing in Silks      |
| 26 décembre | Santa Anita Park | États-Unis  | Malibu Stakes            | Gr. 1       | 1400 m      | Victor Espinoza | 2e / 7      | 2 ¼         | Bob Black Jack        |

## Au haras
Lorsqu'il entre à Spendthrift Farm, Into Mischief n'est pas particulièrement attendu. Il a certes brillé sur la piste, mais ses origines n'ont rien de flamboyant, puisqu'il est le troisième produit de sa mère, Leslie's Lady, qui n'a pas encore fait l'étalage de ses talents de poulinière, elle qui donnera deux champions au cours des années suivantes. Il fait la monte à un prix raisonnable, dans une gamme plutôt basse, à 12 500 dollars la saillie, puis 7 500 dollars en 2011 et 2012, et sa production, autrement dit son succès, est limitée : 42 produits pour sa première année, 34 pour les deux autres.  Mais bientôt ses premiers produits entrent en piste, et Into Mischief se classe au troisième rang des étalons de première production en 2012 malgré sa production limitée, grâce notamment à Goldencents, vainqueur du Santa Anita Derby et de la Breeders' Cup Dirt Mile. Son tarif va dès lors grimper en flèche, tandis que sa sœur Beholder commence à faire parler d'elle : 35 000 dollars en 2015, 75 000 dollars en 2017, 100 000 dollars en 2018, 175 000 dollars en 2020 après son premier titre de tête de liste des étalons américains et plus de 200 vainqueurs dans l'année, un record. Il émarge à 250 000 dollars à partir de 2022, soit vingt fois son tarif initial. De 2019 à 2024, il rafle six titres de tête de liste des étalons (seul Bold Ruler a fait mieux au XXe siècle, avec sept titres), et devient en 2020 le premier étalon dont la production a engrangé plus de 20 millions de dollars en une saison. Il explose ce record en 2024, avec 34,6 millions de dollars, soit 12,3 millions de dollars de plus que son dauphin Gun Runner.  
Parmi ses meilleurs produits, on peut citer (avec le père de mère entre parenthèses) :
- Authentic (Mr. Greeley) : Kentucky Derby, Haskell Invitational Stakes, Breeders' Cup Classic, cheval de l'année 2020 et meilleur 3 ans du monde au bilan FIAH 2020.
- Life is Good (Distorted Humor) : Breeders' Cup Dirt Mile, Pegasus World Cup, Whitney Stakes, Woodward Stakes
- Sovereignty (Bernardini) : Kentucky Derby, Belmont Stakes
- Mandaloun (Empire Maker) : Risen Star Stakes, Kentucky Derby, Haskell Stakes
- Goldencents (Banker's Gold) : Santa Anita Derby, Breeders' Cup Dirt Mile (x2)
- Covfefe (Unbridled) : Test Stakes, Breeders' Cup Filly & Mare Sprint, 3 ans de l'année et meilleure sprinter 2019.
- Gamine (Kafwain) : Acorn Stakes, Breeders' Cup Filly & Mare Sprint, Derby City Distaff, Ballerina Stakes, meilleure sprinter de l'année 2020.
- Wonder Wheel (Tiz Wonderful) : Alcibiades Stakes, Breeders' Cup Juvenile Fillies, 2 ans de l'année 2022
- Laurel River (Empire Maker) : Dubaï World Cup, co-numéro 1 mondial au bilan FIAH 2024
- Citizen Bull (Distorted Humor) : Breeders' Cup Juvenile
- Pretty Mischievous (Tapit) : Kentucky Oaks, Acorn Stakes
- Tappan Street (Distorted Humor) : Florida Derby
- Audible (Gilded Time) : Florida Derby
- Owendale (Bernardini) : Lexington Stakes, Ohio Derby, Oklahoma Derby
- Gina Romantica (Unbridled's Song) : Queen Elizabeth II Challenge Cup (x2), First Lady Stakes
- Practical Joke (Distorted Humor) : Champagne Stakes, H. Allen Jerkens Stakes
- Timberlake (Lookin At Lucky) : Champagne Stakes

Into Mischief est l'un des cinq étalons ayant donné trois vainqueurs du Kentucky Derby (Authentic, Mandaloun et Sovereignty), les quatre autres étant Virgil (Vagrant en 1876, Hindoo en 1881 et Ben Ali en 1886), Falsetto (Chant en 1894, His Eminence en 1901, Sir Huon en 1906), Sir Gallahad (Gallant Fox en 1930, Gallahadion en 1940 et Hoop Jr en 1945) et Bull Lea (Citation en 1948, Hill Gail en 1952 et Iron Liege en 1957). Il est également le père de 8 lauréats de Breeders' Cup. 

## Origines
Into Mischief est un fils de Harlan's Holiday, qui fut l'un des meilleurs poulains de sa génération à 3 ans, vainqueur du Florida Derby, des Blue Grass Stakes, et favori battu dans le Kentucky Derby avant de s'adjuger, l'année suivante le Donn Handicap et de terminer deuxième de la Dubaï World Cup et de la Hollywood Gold Cup. Il faisait la monte à $ 17 500 lorsqu'il engendra Into Mischief, un tarif qui culmina l'année de sa mort, précoce, à $ 35 000. 
Côté maternel, la famille n'est pas des plus glorieuses, et pourtant Leslie's Lady, la mère, qui fut acquise par Spendthrit Farm pour $ 100 000 en 2006, s'est révélée une poulinière hors pair et reçut le titre de poulinière de l'année 2016. Elle est en effet la mère de la grande championne Beholder, membre du Hall of Fame, et de l'Irlandais Mendelssohn (par Scat Daddy), qui fut top price des ventes de yearling à Keeneland ($ 3 000 000), vainqueur du Breeders' Cup Juvenile Turf et deuxième des Dewhurst Stakes. En 2019, une fille de Leslies' Lady par American Pharoah, est vendue yearling pour 8,2 millions de dollars (elle n'a jamais couru). 

### Pedigree
| Origines de Into Mischief (USA), mâle bai née en 2005 | Origines de Into Mischief (USA), mâle bai née en 2005 | Origines de Into Mischief (USA), mâle bai née en 2005 | Origines de Into Mischief (USA), mâle bai née en 2005 |
| ----------------------------------------------------- | ----------------------------------------------------- | ----------------------------------------------------- | ----------------------------------------------------- |
| Père Harlan's Holiday 1999                            | Harlan 1989                                           | Storm Cat                                             | Storm Bird                                            |
| Père Harlan's Holiday 1999                            | Harlan 1989                                           | Storm Cat                                             | Terlingua                                             |
| Père Harlan's Holiday 1999                            | Harlan 1989                                           | Country Romance                                       | Halo                                                  |
| Père Harlan's Holiday 1999                            | Harlan 1989                                           | Country Romance                                       | Sweet Romance                                         |
| Père Harlan's Holiday 1999                            | Christmas In Aiken 1992                               | Affirmed                                              | Exclusive Native                                      |
| Père Harlan's Holiday 1999                            | Christmas In Aiken 1992                               | Affirmed                                              | Wont Tell You                                         |
| Père Harlan's Holiday 1999                            | Christmas In Aiken 1992                               | Dowager                                               | Honest Pleasure                                       |
| Père Harlan's Holiday 1999                            | Christmas In Aiken 1992                               | Dowager                                               | Princessnesian                                        |
| Mère Leslie's Lady 1996                               | Tricky Creek 1986                                     | Clever Trick                                          | Icecapade                                             |
| Mère Leslie's Lady 1996                               | Tricky Creek 1986                                     | Clever Trick                                          | Kankakee Miss                                         |
| Mère Leslie's Lady 1996                               | Tricky Creek 1986                                     | Battle Creek Girl                                     | His Majesty                                           |
| Mère Leslie's Lady 1996                               | Tricky Creek 1986                                     | Battle Creek Girl                                     | Far Beyond                                            |
| Mère Leslie's Lady 1996                               | Crystal Lady 1990                                     | Stop The Music                                        | Hail To Reason                                        |
| Mère Leslie's Lady 1996                               | Crystal Lady 1990                                     | Stop The Music                                        | Bebopper                                              |
| Mère Leslie's Lady 1996                               | Crystal Lady 1990                                     | One Last Bird                                         | One For All                                           |
| Mère Leslie's Lady 1996                               | Crystal Lady 1990                                     | One Last Bird                                         | Last Bird (famille 23-b)                              |